# Società Sportiva Audace Cerignola 2021-2022
Questa voce raccoglie le informazioni riguardanti la Società Sportiva Audace Cerignola nelle competizioni ufficiali della stagione 2021-2022.

## Stagione
Dopo l'ottimo campionato 2020-2021, la società conferma in blocco dirigenza e staff tecnico. Tanti anche i calciatori riconfermati, partendo dal capocannoniere uscente Malcore (21), fin'anche al talentuoso esterno offensivo Achik.
La squadra viene runforzata con elementi di assoluto livello ed esperienza: spiccano i centrocampisti Cristian Agnelli e Dario Maltese, oltre al ritorno di Lorenzo Longo e gli acquisti del promettente terzino under Dorval e Nicola Strambelli, arrivato nel mercato invernale.
L'Audace disputa il suo trentaquattresimo campionato di Serie D della sua storia (il quinto consecutivo dalla stagione 2017-2018).
Il 23 gennaio 2022, con la vittoria per 3-0 sul campo del Sorrento si laurea campione d'inverno con un turno d'anticipo.
Il 24 aprile 2022, dopo la vittoria per 1-0 sul Bitonto, è matematicamente promossa in Serie C con quattro turni d'anticipo.
Buono anche il percorso in Coppa Italia, dove ha eliminato in serie Nola, Giugliano, Team Altamura e Cittanova, fino alla semifinale in cui è eliminata dalla Torres dopo una lunga serie di calci di rigore.

## Divise e sponsor
Lo sponsor tecnico, per il secondo anno consecutivo è Nike. Il main sponsor resta Proshop per l'ottavo anno consecutivo, a cui si aggiunge la Defender Car Security. Il Caminetto ed EcoDaunia sono invece presenti rispettivamente sulla seconda e terza maglia da gara.
| 1ª divisa | 2ª divisa | 3ª divisa |

## Organigramma societario
Di seguito sono riportati i membri dello staff del Cerignola.
Area direttiva
- Presidente: Danilo Quarto
- Vicepresidente: Antonietta Ladogana
- Amministratore unico: Danilo Quarto
- Segretario generale: Rosario Marino
- Segretario: Marco Santopaolo

Area comunicazione e marketing
- Area Comunicazione:Francesco Zagaria
- Area Comunicazione e Multimedia: Michele Costantino
- Ticketing:
- Marketing: LineaOroSport

Area sportiva
- Direttore generale: Pierluigi De Lorenzis
- Direttore sportivo: Elio Di Toro
- Team manager: Francesco Di Biase

Area tecnica
- Allenatore: Michele Pazienza
- Allenatore in seconda: Antonio La Porta
- Collaboratore tecnico:
- Preparatore atletico: Leandro Zoila
- Preparatore portieri: Antonio Cagnazzo
- Magazzinieri:

Area sanitaria
- Responsabile sanitario:
- Medici sociali:
- Fisioterapisti:
- Osteopata:
- Podologo:

## Rosa
Rosa e numerazione ufficiali aggiornate al 1º febbraio 2022.
| N. |                    | Ruolo | Calciatore                    |
| -- | ------------------ | ----- | ----------------------------- |
| 1  | Italia (bandiera)  | P     | Giuseppe Fares                |
| 2  | Algeria (bandiera) | D     | Mehdi Dorval                  |
| 3  | Italia (bandiera)  | D     | Luigi Manzo                   |
| 4  | Italia (bandiera)  | C     | Cristian Agnelli              |
| 5  | Italia (bandiera)  | D     | Enrico Silletti               |
| 6  | Italia (bandiera)  | D     | Giacinto Allegrini (capitano) |
| 7  | Marocco (bandiera) | A     | Ismail Achik                  |
| 8  | Italia (bandiera)  | C     | Dario Maltese                 |
| 9  | Italia (bandiera)  | A     | Giancarlo Malcore             |
| 10 | Italia (bandiera)  | A     | Nicola Loiodice               |
| 11 | Italia (bandiera)  | A     | Nicola Ciccone                |
| 12 | Italia (bandiera)  | P     | Andrea Brescia                |
| 14 | Italia (bandiera)  | C     | Francesco Muscatiello         |
| 16 | Italia (bandiera)  | C     | Manuel Botta                  |

| N. |                   | Ruolo | Calciatore          |
| -- | ----------------- | ----- | ------------------- |
| 17 | Italia (bandiera) | A     | Loris Palazzo       |
| 19 | Italia (bandiera) | D     | Cristian Basile     |
| 20 | Italia (bandiera) | A     | Nicola Strambelli   |
| 21 | Italia (bandiera) | A     | Salvatore Mincica   |
| 22 | Italia (bandiera) | P     | Francesco Tricarico |
| 23 | Italia (bandiera) | D     | Alex Sirri          |
| 24 | Italia (bandiera) | C     | Gerardo Spinelli    |
| 26 | Italia (bandiera) | C     | Dario Giacomarro    |
| 27 | Italia (bandiera) | C     | Lorenzo Longo       |
| 29 | Italia (bandiera) | C     | Mattia Tascone      |
| 30 | Italia (bandiera) | D     | Luca Russo          |
| 33 | Italia (bandiera) | D     | Antonio Vitiello    |
| 72 | Italia (bandiera) | P     | Salvatore Trezza    |
| 73 | Italia (bandiera) | A     | Lorenzo Cavallini   |

## Calciomercato

### Sessione estiva(dall'1/7 al 31/8)
| Acquisti | Acquisti              | Acquisti        | Acquisti      |
| R.       | Nome                  | da              | Modalità      |
| -------- | --------------------- | --------------- | ------------- |
| P        | Francesco Tricarico   | Audace Barletta | fine prestito |
| P        | Andrea Brescia        | Potenza         | prestito      |
| D        | Cristian Basile       | SPAL            | prestito      |
| D        | Mehdi Dorval          | -               | svincolato    |
| D        | Alex Sirri            | -               | svincolato    |
| D        | Antonio Vitiello      | Napoli          | prestito      |
| D        | Andrea Quacquarelli   | Corato          | prestito      |
| C        | Dario Giacomarro      | -               | svincolato    |
| C        | Manuel Botta          | -               | svincolato    |
| C        | Dario Maltese         | -               | svincolato    |
| C        | Mattia Tascone        | -               | svincolato    |
| C        | Francesco Muscatiello | Foggia          | prestito      |
| C        | Cristian Agnelli      | -               | svincolato    |
| C        | Lorenzo Longo         | -               | svincolato    |
| C        | Gerardo Spinelli      | Perugia         | prestito      |
| A        | Salvatore Mincica     | -               | svincolato    |
| A        | Mauro Bollino         | -               | svincolato    |
| A        | Loris Palazzo         | -               | svincolato    |
| A        | Lorenzo Cavallini     | -               | svincolato    |

| Cessioni | Cessioni              | Cessioni | Cessioni       |
| R.       | Nome                  | a        | Modalità       |
| -------- | --------------------- | -------- | -------------- |
| P        | Gianmarco Chironi     | -        | fine contratto |
| D        | Frank Amoabeng        | Novara   | fine prestito  |
| D        | Piersilvio Acampora   | -        | fine contratto |
| D        | Giuseppe Ciafardini   | Pescara  | fine prestito  |
| D        | Nicola Salvemini      | -        | fine contratto |
| C        | Alessio Esposito      | -        | fine contratto |
| C        | Antonio De Cristofaro | -        | fine contratto |
| C        | Francesco Barrasso    | -        | fine contratto |
| C        | Emanuele Amabile      | -        | fine contratto |
| A        | Alessandro Godano     | Rende    | fine prestito  |
| A        | Francesco Verde       | -        | fine contratto |

### Sessione invernale(dal 3 al 31/1)
| Acquisti | Acquisti          | Acquisti | Acquisti   |
| R.       | Nome              | da       | Modalità   |
| -------- | ----------------- | -------- | ---------- |
| P        | Salvatore Trezza  | Padova   | prestito   |
| C        | Nicola Ciccone    | -        | svincolato |
| A        | Nicola Strambelli | Arezzo   | definitivo |

| Cessioni | Cessioni          | Cessioni | Cessioni       |
| R.       | Nome              | a        | Modalità       |
| -------- | ----------------- | -------- | -------------- |
| P        | Andrea Brescia    | Potenza  | fine prestito  |
| A        | Mauro Bollino     | -        | fine contratto |
| A        | Lorenzo Cavallini | -        | fine contratto |

## Risultati

### Serie D

#### Girone di andata
| Arbitro: | Pistarelli (Fermo) |

|                                  |           |            |
| Malcore 1’ Achik 35’ Malcore 61’ | Marcatori | 24’ Forbes |

| Arbitro: | Castellone (Napoli) |

|              |           |                     |
| Pozzebon 83’ | Marcatori | 82’ (aut.) Pozzebon |

| Arbitro: | Duzel (Castelfranco Veneto) |

|                                                                               |           |  |
| Loiodice 2’ Loiodice 20’ Sirri 60’ Malcore 75’ (rig.) Mincica 80’ Palazzo 82’ | Marcatori |  |

| Arbitro: | Colaninno (Nola) |

|                         |           |  |
| Prinari 40’ Tedesco 77’ | Marcatori |  |

| Arbitro: | Rispoli (Locri) |

|  |           |              |
|  | Marcatori | 58’ Molinaro |

| Arbitro: | Bozzetto (Bergamo) |

|  |           |           |
|  | Marcatori | 55’ Achik |

| Arbitro: | Zippilli (Mantova) |

|                                                           |           |  |
| Allegrini 49’ Mincica 71’ Tascone 77’ Loiodice 82’ (rig.) | Marcatori |  |

| Arbitro: | Iannello (Messina) |

|                         |           |                                |
| Favetta 21’ Rainone 45’ | Marcatori | 27’ (rig.) Malcore 90+5’ Achik |

| Arbitro: | Di Loreto (Terni) |

|          |           |               |
| Achik 7’ | Marcatori | 86’ De Giorgi |

| Arbitro: | Esposito (Napoli) |

|                       |           |                   |
| Longo 40’ Mincica 57’ | Marcatori | 79’ Vitofrancesco |

| Arbitro: | Gangi (Enna) |

|                        |           |                                             |
| Mancino 17’ Talamo 78’ | Marcatori | 7’ (rig.) Palazzo 66’ Tascone 88’ Allegrini |

| Arbitro: | Zoppi (Firenze) |

|                                                |           |  |
| Longo 34’ Tascone 37’ Vitiello 47’ Malcore 71’ | Marcatori |  |

| Arbitro: | Nuzzo (Seregno) |

|  |           |                         |
|  | Marcatori | 26’ Agnelli 33’ Palazzo |

| Arbitro: | Agostoni (Milano) |

|                                |           |  |
| Malcore 24’ (rig.) Malcore 71’ | Marcatori |  |

| Bitonto 8 dicembre 2021, ore 14:30 CET 15ª giornata | Bitonto          | 0 – 0 referto | Audace Cerignola | Stadio Città degli Ulivi (1 400 spett.)\| Arbitro: \| Restaldo (Ivrea) \| |
| Arbitro:                                            | Restaldo (Ivrea) |               |                  |                                                                           |

| Arbitro: | Migliorini (Verona) |

|                                     |           |  |
| Malcore 31’ Maltese 42’ Malcore 57’ | Marcatori |  |

| Arbitro: | Sacchi (Macerata) |

|  |           |                                                     |
|  | Marcatori | 8’ (rig.) Malcore 13’ Botta 52’ Malcore 77’ Malcore |

| Arbitro: | Rodigari (Bergamo) |

|  |           |                                       |
|  | Marcatori | 9’ Malcore 47’ Malcore 57’ Giacomarro |

| Arbitro: | Drigo (Portogruaro) |

|                     |           |              |
| Sirri 73’ Achik 89’ | Marcatori | 67’ Scalzone |

#### Girone di ritorno
| Arbitro: | Pacella (Roma 2) |

|                                                 |           |                                         |
| Malcore 10’ (aut.) Capomaggio 74’ Corvino 90+5’ | Marcatori | 25’ Giacomarro 31’ Malcore 71’ Loiodice |

| Arbitro: | Gianquinto (Parma) |

|                                 |           |                                       |
| Sirri 40’ Sirri 53’ Palazzo 58’ | Marcatori | 26’ Guadalupi 70’ Dubaz 89’ Guadalupi |

| Arbitro: | Dorillo (Torino) |

|  |           |                       |
|  | Marcatori | 22’ Achik 67’ Malcore |

| Arbitro: | Cerbasi (Arezzo) |

|                |           |  |
| Loiodice 45+1’ | Marcatori |  |

| Arbitro: | Duzel (Castelfranco Veneto) |

|                     |           |             |
| Molinaro 88’ (rig.) | Marcatori | 21’ Malcore |

| Arbitro: | Renzi (Pesaro) |

|                                  |           |                   |
| Palazzo 2’ Strambelli 84’ (rig.) | Marcatori | 51’ (rig.) Giglio |

| Bisceglie 27 febbraio 2022, ore 15:05 CET 26ª giornata | Bisceglie                  | 0 – 0 referto | Audace Cerignola | Stadio Gustavo Ventura (1 000 spett.)\| Arbitro: \| Robilotta (Sala Consilina) \| |
| Arbitro:                                               | Robilotta (Sala Consilina) |               |                  |                                                                                   |

| Arbitro: | Ciriello (Chieri) |

|                                     |           |  |
| Malcore 20’ Agnelli 44’ Malcore 65’ | Marcatori |  |

| Arbitro: | Fantozzi (Civitavecchia) |

|                        |           |                         |
| Mengoli 55’ Caputo 82’ | Marcatori | 49’ Tascone 68’ Malcore |

| Arbitro: | Frosi (Treviglio) |

|  |           |           |
|  | Marcatori | 53’ Longo |

| Arbitro: | Torreggiani (Civitavecchia) |

|                                           |           |                         |
| Longo 18’ Loiodice 70’ Malcore 77’ (rig.) | Marcatori | 4’ Dammacco 69’ Mancino |

| Arbitro: | Marchioni (Rieti) |

|  |           |                                   |
|  | Marcatori | 23’ Tascone 65’ Malcore 87’ Longo |

| Arbitro: | Angelillo (Nola) |

|                       |           |  |
| Patronelli 82’ (aut.) | Marcatori |  |

| Arbitro: | Silvera (Valdarno) |

|  |           |           |
|  | Marcatori | 44’ Botta |

| Arbitro: | Esposito (Napoli) |

|             |           |  |
| Tascone 59’ | Marcatori |  |

| Arbitro: | Manzo (Torre Annunziata) |

|                           |           |                           |
| Ferreira 15’ Ferreira 22’ | Marcatori | 45+1’ Mincica 89’ Palazzo |

| Arbitro: | Terribile (Bassano del Grappa) |

|                                      |           |  |
| Malcore 47’ Malcore 48’ Loiodice 87’ | Marcatori |  |

| Arbitro: | Bocchini (Roma 1) |

|            |           |                                                                                        |
| Raiola 87’ | Marcatori | 8’ (rig.) Palazzo 19’ Palazzo 45+1’ Palazzo 48’ Tascone 60’ Ciccone 81’ (rig.) Mancino |

| Arbitro: | Tona Mbei (Cuneo) |

|                         |           |  |
| Vitiello 48’ Dorval 75’ | Marcatori |  |

### Coppa Italia Serie D
| Arbitro: | Eremitaggio (Ancona) |

|                                |           |  |
| Palazzo 5’ (rig.) Silletti 15’ | Marcatori |  |

| Arbitro: | Sacchi (Macerata) |

|                              |           |                |
| Achik 36’ Palazzo 44’ (rig.) | Marcatori | 45+1’ Poziello |

| Arbitro: | Silvestri (Roma 1) |

|                                      |           |  |
| Muscatiello 13’ Palazzo 90+4’ (rig.) | Marcatori |  |

| Arbitro: | Poli (Verona) |

|                                               |           |                              |
| Tascone 10’ Mincica 40’ Russo 45’ Mincica 57’ | Marcatori | 65’ (rig.) Tomi 70’ Mattiolo |

| Arbitro: | Di Mario (Ciampino) |

|                                  |           |             |
| Palazzo 8’ Russo 87’ Malcore 89’ | Marcatori | 4’ Petrucci |

| Arbitro: | Ceriello (Chiari) |

|                                                                                                 |                      |                                                                                         |
| Malcore 13’ Russo 69’                                                                           | Marcatori            | 13’ Ruocco 52’ Antonelli                                                                |
| Agnelli Malcore Achik Palazzo Loiodice Giacomarro Allegrini Dorval Allegrini Vitiello Tricarico | Tiri di rigore 8 – 9 | Bianchi Tesio Ruocco Dametto Demartis Antonelli Rizzo Pinna Kujabi Ferrante Garau Rossi |

### Poule scudetto
| Arbitro: | Manedo Mazzoni Edoardo (Prato) |

|                                           |           |                       |
| De Rosa 47’ Abonckelet 76’ Gladestony 89’ | Marcatori | 59’ (rig.) Strambelli |

| Arbitro: | Raineri (Como) |

|             |           |  |
| Malcore 22’ | Marcatori |  |

## Statistiche

### Statistiche di squadra
| Competizione         | Punti | In casa | In casa | In casa | In casa | In casa | In casa | In trasferta | In trasferta | In trasferta | In trasferta | In trasferta | In trasferta | Totale | Totale | Totale | Totale | Totale | Totale | D.R. |
| Competizione         | Punti | G       | V       | N       | P       | Gf      | Gs      | G            | V            | N            | P            | GF           | GS           | G      | V      | N      | P      | GF     | GS     | D.R. |
| -------------------- | ----- | ------- | ------- | ------- | ------- | ------- | ------- | ------------ | ------------ | ------------ | ------------ | ------------ | ------------ | ------ | ------ | ------ | ------ | ------ | ------ | ---- |
| Serie D              | 88    | 19      | 16      | 2       | 1       | 46      | 11      | 19           | 10           | 8            | 1            | 37           | 16           | 38     | 26     | 10     | 2      | 83     | 27     | +46  |
| Poule Scudetto       | 3     | 1       | 1       | 0       | 0       | 1       | 0       | 1            | 0            | 0            | 1            | 1            | 3            | 2      | 1      | 0      | 1      | 2      | 3      | -1   |
| Coppa Italia Serie D | -     | 5       | 4       | 1       | 0       | 13      | 6       | 0            | 0            | 0            | 0            | 0            | 0            | 4      | 4      | 0      | 0      | 13     | 6      | +7   |
| Totale               | 91    | 25      | 21      | 3       | 1       | 60      | 17      | 20           | 10           | 8            | 2            | 38           | 19           | 44     | 31     | 11     | 3      | 98     | 36     | +52  |

### Andamento in campionato
| Giornata  | 1 | 2 | 3 | 4 | 5 | 6 | 7 | 8 | 9 | 10 | 11 | 12 | 13 | 14 | 15 | 16 | 17 | 18 | 19 | 20 | 21 | 22 | 23 | 24 | 25 | 26 | 27 | 28 | 29 | 30 | 31 | 32 | 33 | 34 | 35 | 36 | 37 | 38 |
| --------- | - | - | - | - | - | - | - | - | - | -- | -- | -- | -- | -- | -- | -- | -- | -- | -- | -- | -- | -- | -- | -- | -- | -- | -- | -- | -- | -- | -- | -- | -- | -- | -- | -- | -- | -- |
| Luogo     | C | T | C | T | C | T | C | T | C | C  | T  | C  | T  | C  | T  | C  | T  | T  | C  | T  | C  | T  | C  | T  | C  | T  | C  | T  | T  | C  | T  | C  | T  | C  | T  | C  | T  | C  |
| Risultato | V | N | V | S | S | V | V | P | P | V  | V  | V  | V  | V  | N  | V  | V  | V  | N  | N  | N  | V  | V  | N  | V  | N  | V  | N  | V  | V  | V  | V  | V  | V  | N  | V  | V  | V  |
| Posizione | 2 | 2 | 1 | 5 | 9 | 8 | 5 | 6 | 6 | 4  | 4  | 3  | 2  | 1  | 1  | 1  | 1  | 1  | 1  | 1  | 2  | 1  | 1  | 1  | 1  | 1  | 1  | 1  | 1  | 1  | 1  | 1  | 1  | 1  | 1  | 1  | 1  | 1  |

Legenda:

Luogo: C = Casa; T = Trasferta. Risultato: V = Vittoria; N = Pareggio; P = Sconfitta.

### Statistiche dei giocatori
| Giocatore       | Serie D  | Serie D | Serie D     | Serie D    | Coppa Italia Serie D | Coppa Italia Serie D | Coppa Italia Serie D | Coppa Italia Serie D | Poule Sudetto Serie D | Poule Sudetto Serie D | Poule Sudetto Serie D | Poule Sudetto Serie D | Totale   | Totale | Totale      | Totale     |
| Giocatore       | Presenze | Reti    | Ammonizioni | Espulsioni | Presenze             | Reti                 | Ammonizioni          | Espulsioni           | Presenze              | Reti                  | Ammonizioni           | Espulsioni            | Presenze | Reti   | Ammonizioni | Espulsioni |
| --------------- | -------- | ------- | ----------- | ---------- | -------------------- | -------------------- | -------------------- | -------------------- | --------------------- | --------------------- | --------------------- | --------------------- | -------- | ------ | ----------- | ---------- |
| F. Tricarico    | 22       | 0       | 1           | 0          | 2                    | 0                    | 0                    | 0                    | 0                     | 0                     | 0                     | 0                     | 24       | 0      | 1           | 0          |
| S. Trezza       | 11       | 0       | 1           | 0          | 2                    | 0                    | 0                    | 0                    | 0                     | 0                     | 0                     | 0                     | 13       | 0      | 1           | 0          |
| A. Brescia      | 4        | 0       | 0           | 1          | 2                    | 0                    | 0                    | 0                    | 0                     | 0                     | 0                     | 0                     | 6        | 0      | 0           | 1          |
| G. Fares        | 1        | 0       | 0           | 0          | 1                    | 0                    | 0                    | 0                    | 0                     | 0                     | 0                     | 0                     | 2        | 0      | 0           | 0          |
| G. Allegrini    | 31       | 2       | 5           | 0          | 1                    | 0                    | 0                    | 0                    | 0                     | 0                     | 0                     | 0                     | 32       | 2      | 5           | 0          |
| M. Dorval       | 33       | 8       | 5           | 0          | 5                    | 0                    | 0                    | 0                    | 0                     | 0                     | 0                     | 0                     | 38       | 8      | 5           | 0          |
| A. Sirri        | 25       | 4       | 6           | 1          | 2                    | 0                    | 0                    | 0                    | 0                     | 0                     | 0                     | 0                     | 27       | 4      | 6           | 1          |
| L. Russo        | 33       | 0       | 0           | 0          | 6                    | 2                    | 0                    | 0                    | 0                     | 0                     | 0                     | 0                     | 39       | 2      | 0           | 0          |
| A. Vitiello     | 29       | 2       | 5           | 0          | 3                    | 0                    | 0                    | 0                    | 0                     | 0                     | 0                     | 0                     | 32       | 2      | 5           | 0          |
| L. Manzo        | 24       | 0       | 5           | 0          | 4                    | 0                    | 0                    | 0                    | 0                     | 0                     | 0                     | 0                     | 28       | 0      | 5           | 0          |
| E. Silletti     | 11       | 0       | 1           | 0          | 5                    | 1                    | 0                    | 0                    | 0                     | 0                     | 0                     | 0                     | 16       | 1      | 1           | 0          |
| C. Basile       | 13       | 1       | 1           | 0          | 3                    | 0                    | 0                    | 0                    | 0                     | 0                     | 0                     | 0                     | 16       | 1      | 1           | 0          |
| A. Quacquarelli | 0        | 0       | 0           | 0          | 1                    | 0                    | 0                    | 0                    | 0                     | 0                     | 0                     | 0                     | 1        | 0      | 0           | 0          |
| D. Maltese      | 27       | 1       | 5           | 0          | 3                    | 0                    | 0                    | 0                    | 0                     | 0                     | 0                     | 0                     | 30       | 1      | 5           | 0          |
| L. Longo        | 26       | 5       | 1           | 0          | 3                    | 0                    | 0                    | 0                    | 0                     | 0                     | 0                     | 0                     | 29       | 5      | 1           | 0          |
| C. Agnelli      | 28       | 2       | 6           | 1          | 3                    | 0                    | 0                    | 0                    | 0                     | 0                     | 0                     | 0                     | 31       | 2      | 6           | 1          |
| M. Tascone      | 33       | 7       | 4           | 0          | 5                    | 1                    | 1                    | 0                    | 0                     | 0                     | 0                     | 0                     | 38       | 8      | 5           | 0          |
| F. Muscatiello  | 8        | 0       | 1           | 0          | 4                    | 1                    | 0                    | 0                    | 0                     | 0                     | 0                     | 0                     | 12       | 1      | 1           | 0          |
| M. Botta        | 16       | 2       | 0           | 0          | 4                    | 0                    | 0                    | 0                    | 0                     | 0                     | 0                     | 0                     | 20       | 2      | 0           | 0          |
| D. Giacomarro   | 21       | 2       | 1           | 0          | 3                    | 0                    | 0                    | 0                    | 0                     | 0                     | 0                     | 0                     | 24       | 2      | 1           | 0          |
| G. Spinelli     | 5        | 0       | 1           | 0          | 3                    | 0                    | 2                    | 0                    | 0                     | 0                     | 0                     | 0                     | 8        | 0      | 3           | 0          |
| G. Malcore      | 32       | 23      | 4           | 1          | 3                    | 2                    | 0                    | 0                    | 0                     | 0                     | 0                     | 0                     | 35       | 25     | 4           | 1          |
| N. Ciccone      | 11       | 1       | 0           | 0          | 2                    | 0                    | 0                    | 0                    | 0                     | 0                     | 0                     | 0                     | 13       | 1      | 0           | 0          |
| N. Strambelli   | 9        | 1       | 1           | 0          | 1                    | 0                    | 0                    | 0                    | 0                     | 0                     | 0                     | 0                     | 10       | 1      | 1           | 0          |
| I. Achik        | 33       | 6       | 5           | 0          | 6                    | 1                    | 1                    | 0                    | 0                     | 0                     | 0                     | 0                     | 39       | 7      | 6           | 0          |
| M. Bollino      | 2        | 0       | 0           | 0          | 0                    | 0                    | 0                    | 0                    | 0                     | 0                     | 0                     | 0                     | 2        | 0      | 0           | 0          |
| L. Cavallini    | 0        | 0       | 0           | 0          | 0                    | 0                    | 0                    | 0                    | 0                     | 0                     | 0                     | 0                     | 0        | 0      | 0           | 0          |
| N. Loiodice     | 34       | 6       | 4           | 0          | 5                    | 0                    | 1                    | 0                    | 0                     | 0                     | 0                     | 0                     | 39       | 6      | 5           | 0          |
| L. Palazzo      | 32       | 9       | 0           | 0          | 6                    | 4                    | 0                    | 0                    | 0                     | 0                     | 0                     | 0                     | 38       | 13     | 0           | 0          |
| S. Mincica      | 28       | 4       | 2           | 0          | 6                    | 2                    | 0                    | 0                    | 0                     | 0                     | 0                     | 0                     | 34       | 6      | 2           | 0          |